# شاموني قصير العمود
شاموني قصير  العمود (الاسم العلمي:Chamonixia brevicolumna) هو نوع من الفطريات يتبع جنس الشاموني من الفصيلة البوليطية.